# トマム駅
トマム駅（トマムえき）は、北海道勇払郡占冠村中トマムにある北海道旅客鉄道（JR北海道）石勝線の駅である。駅番号はK22。事務管理コードは▲132149。標高537.13 mに位置し、現存し旅客を扱う停車場としては北海道内で最も標高が高い。

## 歴史
石勝線のうち現在の占冠駅 - 上落合信号場間にあたる建設線、狩勝線（小出 - 占冠）の建設認可が1966年（昭和41年）に運輸大臣よりなされた際より、当地には「上トマム」の仮称で駅の新設が予定されていたものの、建設中の沿線過疎化により、国鉄側は当初信号場としたい意向であった。
しかし、運転保安面から上トマムへの列車監視要員配置の計画が浮上し、付近に小規模な集落（上トマム市街）があることもあって、1975年（昭和50年）の協議からは旅客駅として開業の方向となった。
その後当地への保安要員の配置は結局取りやめとはなったものの、開業前年の1980年（昭和55年）から、のちの「星野リゾート トマム」の原型となる北海道・占冠村・国鉄が参画した第3セクター方式での「トマムスキー場開発計画」がスタートしており、この開発計画による利用客増加の見込みがあったこともあって、当駅は1981年（昭和56年）の石勝線開業にあたって、当面無人駅の形ながら当初予定通り旅客駅として開業することとなった。
その後トマムスキー場開発計画は、国鉄が経営悪化により手を引いたものの、代わって関兵精麦が参画、1983年（昭和58年）に「アルファリゾート・トマム」として開業した。その後の運営母体は経営悪化・破綻によって幾度かの変遷を経て現在は星野リゾートが運営する「星野リゾート トマム」として営業を続けており、当駅も玄関口としての役割を果たし続けている。

### 年表
- 1981年（昭和56年）10月1日：石勝線開通時に日本国有鉄道の石勝高原駅（せきしょうこうげんえき）として開業[4][7]。旅客のみ取扱い、無人駅[4][11]。
  - 開業時から定期普通列車は運行されていないため、当駅を含む新夕張 - 新得間の各駅相互のみで特急・急行列車の普通車自由席（2024年（令和6年）3月16日以降は普通車指定席の空席[JR北 1] [JR北 2]）を利用する場合に限り、特急料金不要の特例が設けられた。
- 1983年（昭和58年）12月：「アルファリゾート・トマム」のうちスキー場とホテルがオープン[10]。前後して「シムカップ・リゾート開発公社」の働きかけでリゾート敷地内インフォメーションセンターと当駅が空中歩道で直結する[10]。
  - ただし、この時点では空中歩道は駅から北海道道136号夕張新得線をまたいでリゾート敷地内につながっているのみで、上りホームへ続く跨線橋となっておらず、少なくとも1987年（昭和62年）時点では跨線橋となっていないことが確認できる[12]。
- 1987年（昭和62年）
  - 2月1日：トマム駅に改称[7][13]。隣接のトマム信号場はホロカ信号場に改称[2]。
  - 4月1日：国鉄分割民営化に伴い、北海道旅客鉄道（JR北海道）の駅となる[4]。
- 1991年（平成3年）12月10日：前述のアルファリゾート敷地内のインフォメーションセンターに「トマムトラベルセンター」を開設。
- 2015年（平成27年）9月30日：「トマムトラベルセンター」を廃止[JR北 3]。
- 2018年（平成30年）2月24日：当駅構内で貨物列車が脱線[JR北 4][新聞 1]。
- 2019年（平成31年）3月16日：冬期間のみ臨時停車していた特急「スーパーおおぞら4号」（当時）が通年で停車するようになり、全ての定期特急列車が停車するようになる[JR北 5]。
- 2021年（令和3年）1月21日：「QRコード乗車証明書」（後述）利用開始[JR北 6][新聞 2]。
- 2024年（令和6年）ごろ：星野リゾート トマム「ザ・タワー」エントランス内に指定席券売機（クレジットカード専用）を設置[14]。
- 2025年（令和7年）3月15日：同日のダイヤ改正で深夜帯に停車となる上下最終特急列車（下り「とかち9号」帯広行、上り「おおぞら12号」札幌行）が利用状況を鑑み通過となる（予定）[JR北 7]。

### 駅名の由来
計画名称は「上トマム」（かみとまむ）であったが、開業当時「総合レクリエーション施設の計画もあり、行楽地として将来が期待され、地元の要望もあり」、創作地名の石勝高原駅として開業した。しかし1987年（昭和62年）に「地区名及びスキー場名と同一としイメージアップを図りたいことから」、所在地名に由来する「トマム」に改称された。「トマム」（苫鵡）の地名は、アイヌ語で「湿地」を意味する「トマㇺ（Tomam）」に由来する。

## 駅構造
2面2線の相対式ホームをもつ地上駅。一線スルー化はされていない。石勝線の他の単独駅と同様、駅舎の位置にかかわらず、上り線から番線を付番しているため、駅舎と反対側の上り本線（南千歳・札幌方面）が1番線、駅舎側の下り本線（新得・帯広・釧路方面）が2番線となっている。どちらの番線とも両方向への出発が可能であるが、原則として駅構内は左側通行で、安全側線も通常の進入方向となる片側のみ設置されている。また、1番線の安全側線は保線線と兼用する。
ホームの移動は駅舎の新得方に設けられた跨線橋を使う。アルファリゾート開業前、跨線橋が完成するまでは札幌側に構内踏切があり、現在でも跡が残っている。
駅自体は無人駅（新夕張駅管理）であるが、前述の要員配置計画もあったため、当初より下り本線（2番ホーム）に面して駅舎が設けられている。駅舎は鉄筋コンクリート造一部2階建て（延床面積235.9㎡）で、多雪を考慮して1階の床は高床構造となっている。1階は待合室と便所のほか、駅務室や職員向けの休憩室や浴室、機器室などが設けられた。2階は保線検査班・同休憩室を設けている。また、上り本線側にも待合所が設けられている。

### きっぷ類の発売について
国鉄では当駅をさしあたり無人駅として開業させ、リゾート開発計画の進展に応じて要員配置を行う計画としていたが、開業以来営業要員の配置がない状況が続いている。
アルファリゾートの開業後、当駅から駅舎を経由せずにリゾート敷地内のインフォメーションセンター（現在は閉鎖）に直結する跨線橋が設けられ、そのインフォメーションセンター内に「トマムトラベルセンター」と称する有人窓口も設けられたが、2015年（平成27年）に閉鎖されている。
以後しばらく当駅および近傍でのきっぷ類の発売はなかったが、2024年（令和6年）ごろから星野リゾート トマム ザ・タワーのエントランス内に指定席券売機（クレジットカード専用）が設けられており、乗車券類（当駅発限定）やえきねっと・JR East Train Reservation（海外向け予約サイト）で予約されたきっぷの受取、北海道フリーパスなどの指定席利用可能な企画乗車券を使用しての座席指定が可能である。
これ以外の場合は、乗車後に車掌から直接購入する以外に、2021年（令和3年）から「QRコード乗車駅証明書」を使用することが可能である。これはトマム駅で乗車し、南千歳駅・新千歳空港駅・札幌駅で降車する場合に利用可能なサービスで、駅掲示のQRコードを読み取り必要事項を入力し「QRコード乗車駅証明書」を取得、降車する際に精算機にQRコードをかざして切符を購入することで改札口を出場できるサービスである。

### のりば
| 番線 | 路線    | 方向 | 行先           |
| ---- | ------- | ---- | -------------- |
| 1    | ■石勝線 | 上り | 札幌方面       |
| 2    | ■石勝線 | 下り | 帯広・釧路方面 |

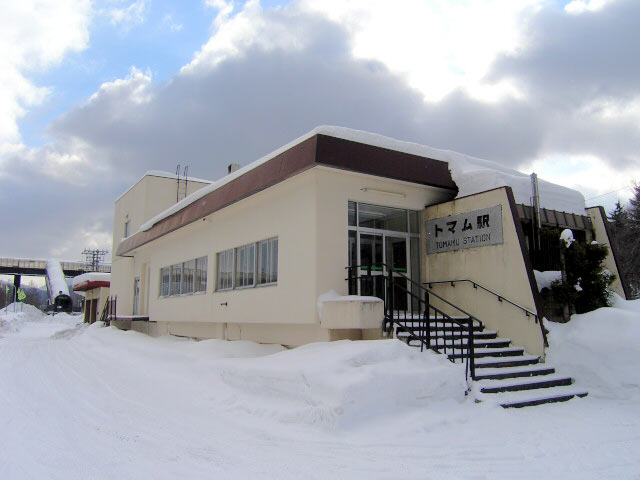
冬季のトマム駅（2004年2月）
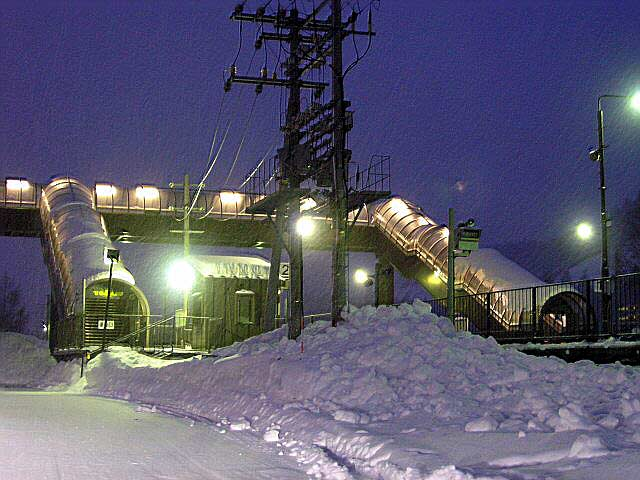
跨線橋がそのままリゾート敷地内へ続く。（2005年2月）
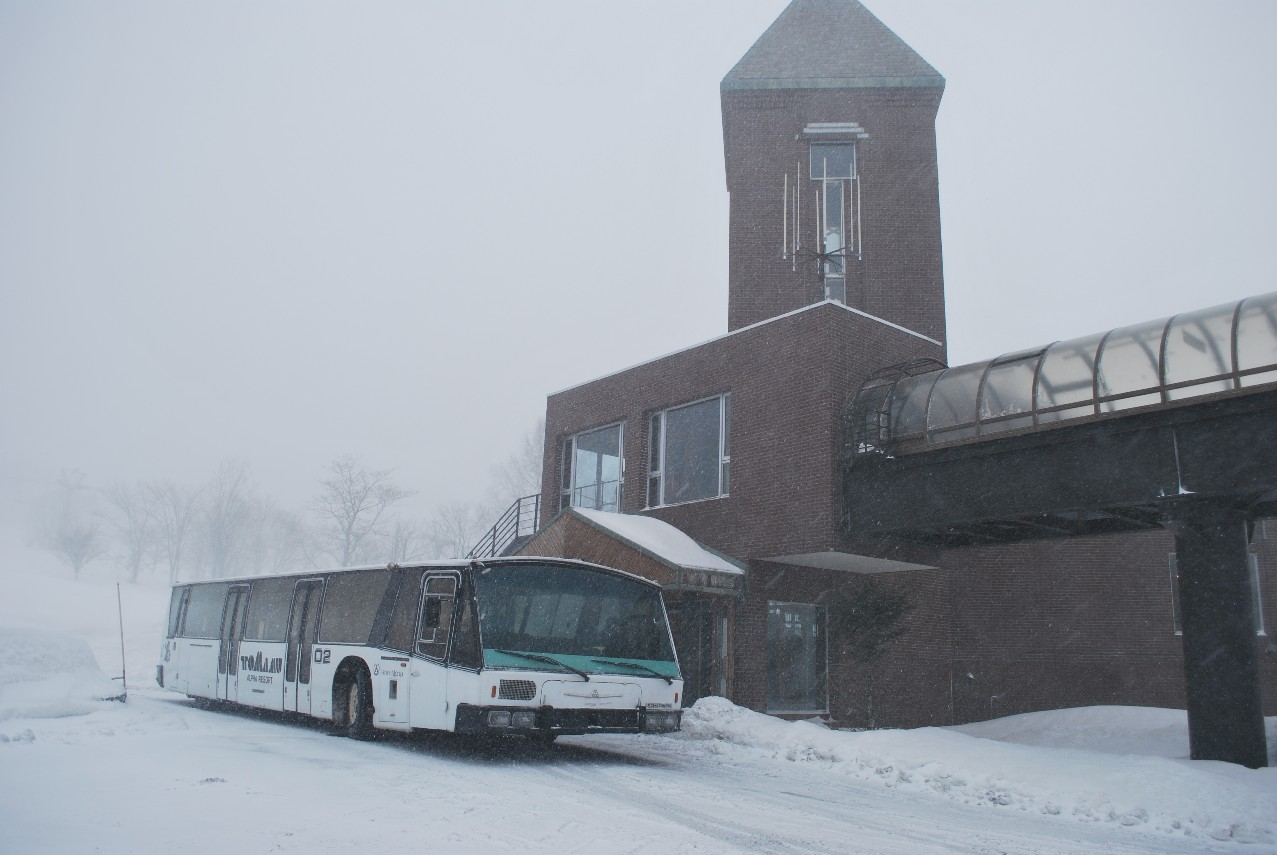
リゾート内インフォメーションセンター（現在は閉鎖）。トマムトラベルセンターが入居し、送迎バスも発着した。（2010年3月）
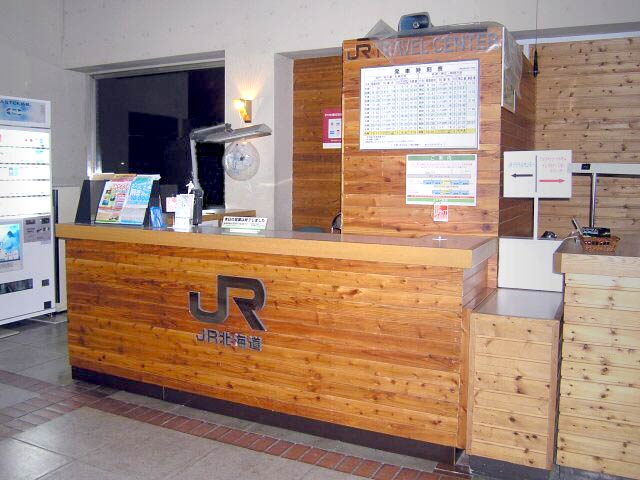
在りし日のトマムトラベルセンター（2005年2月）
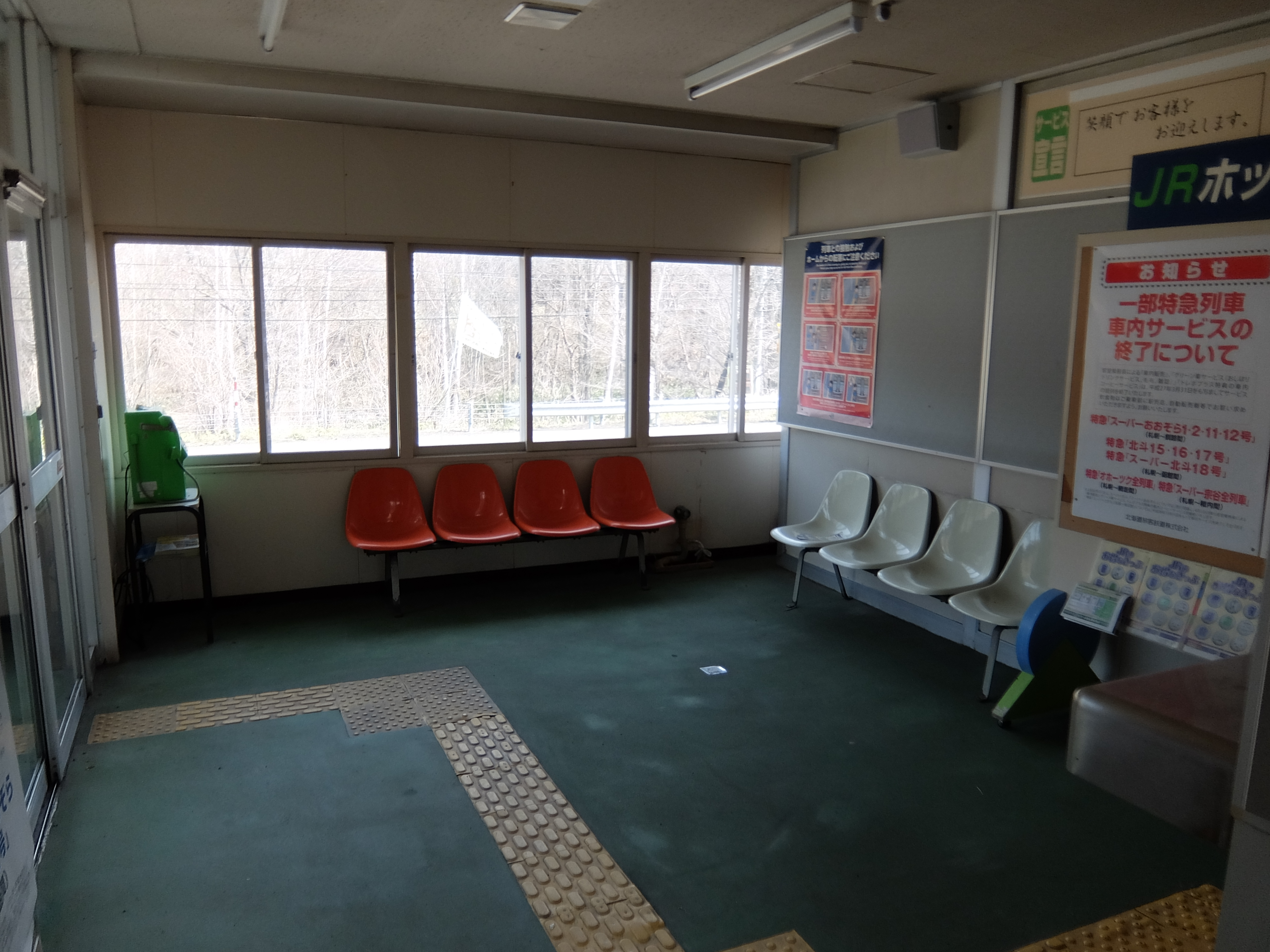
待合室（2015年4月）
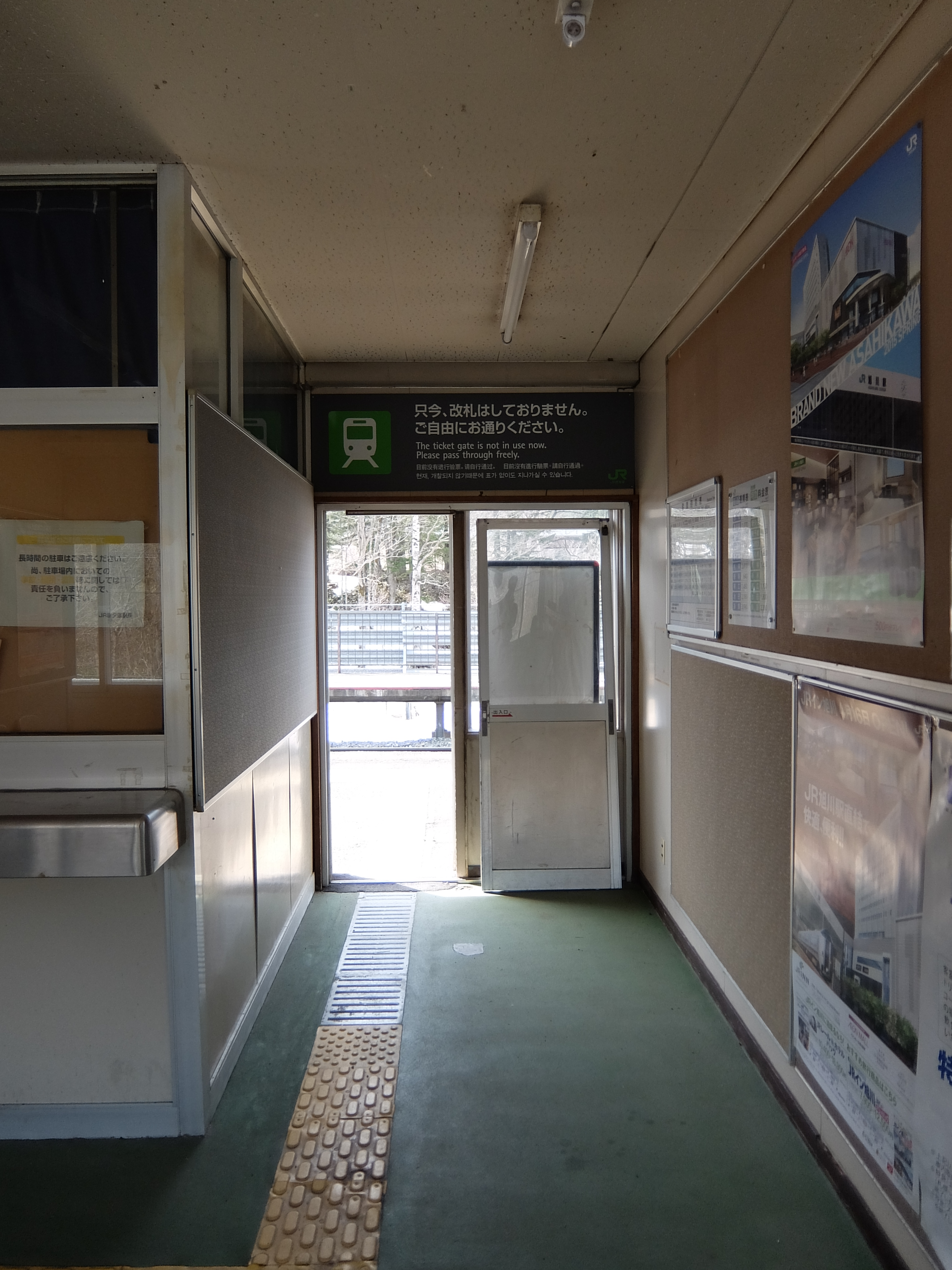
改札付近（2015年4月）
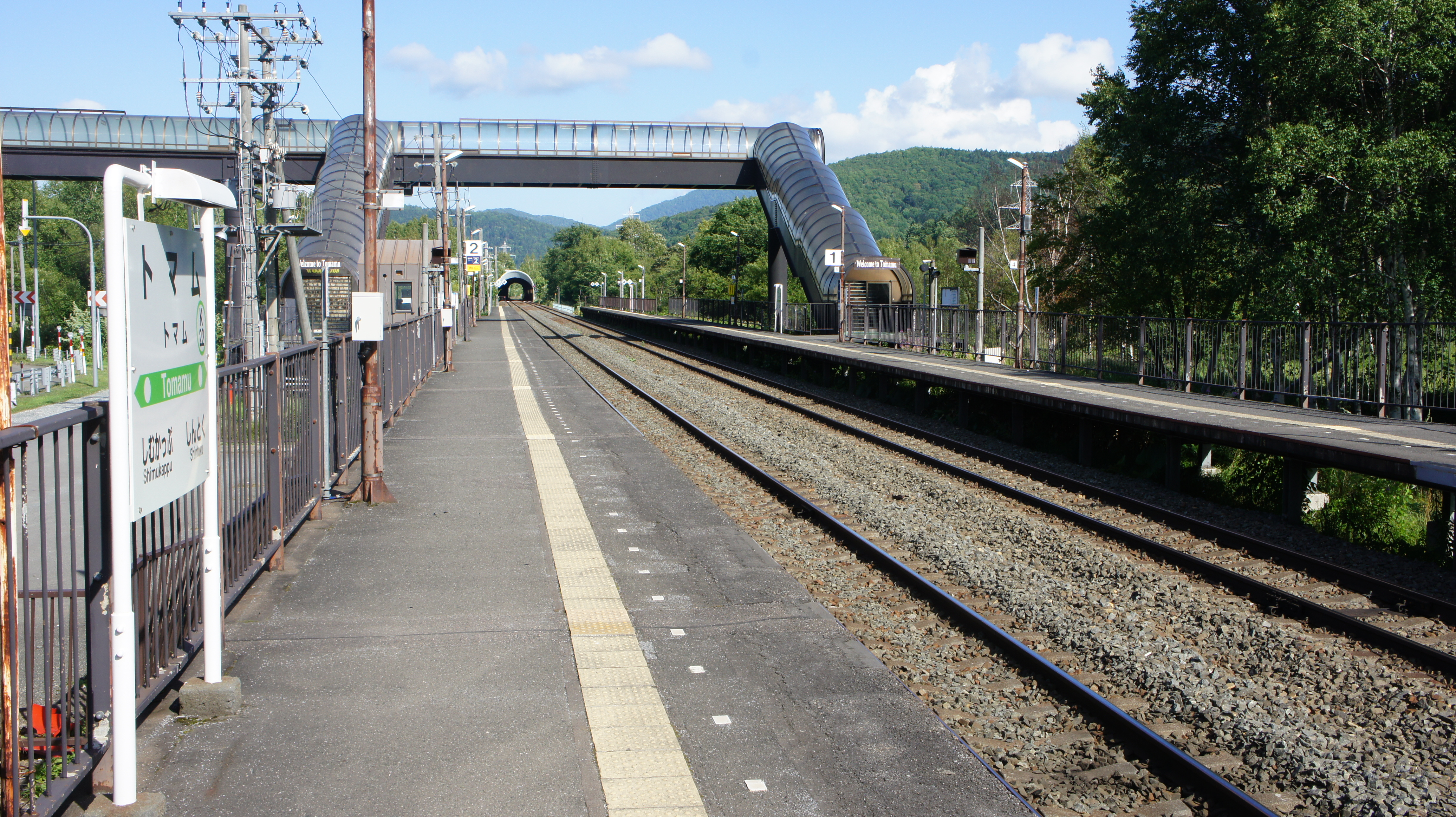
ホーム（2017年8月）
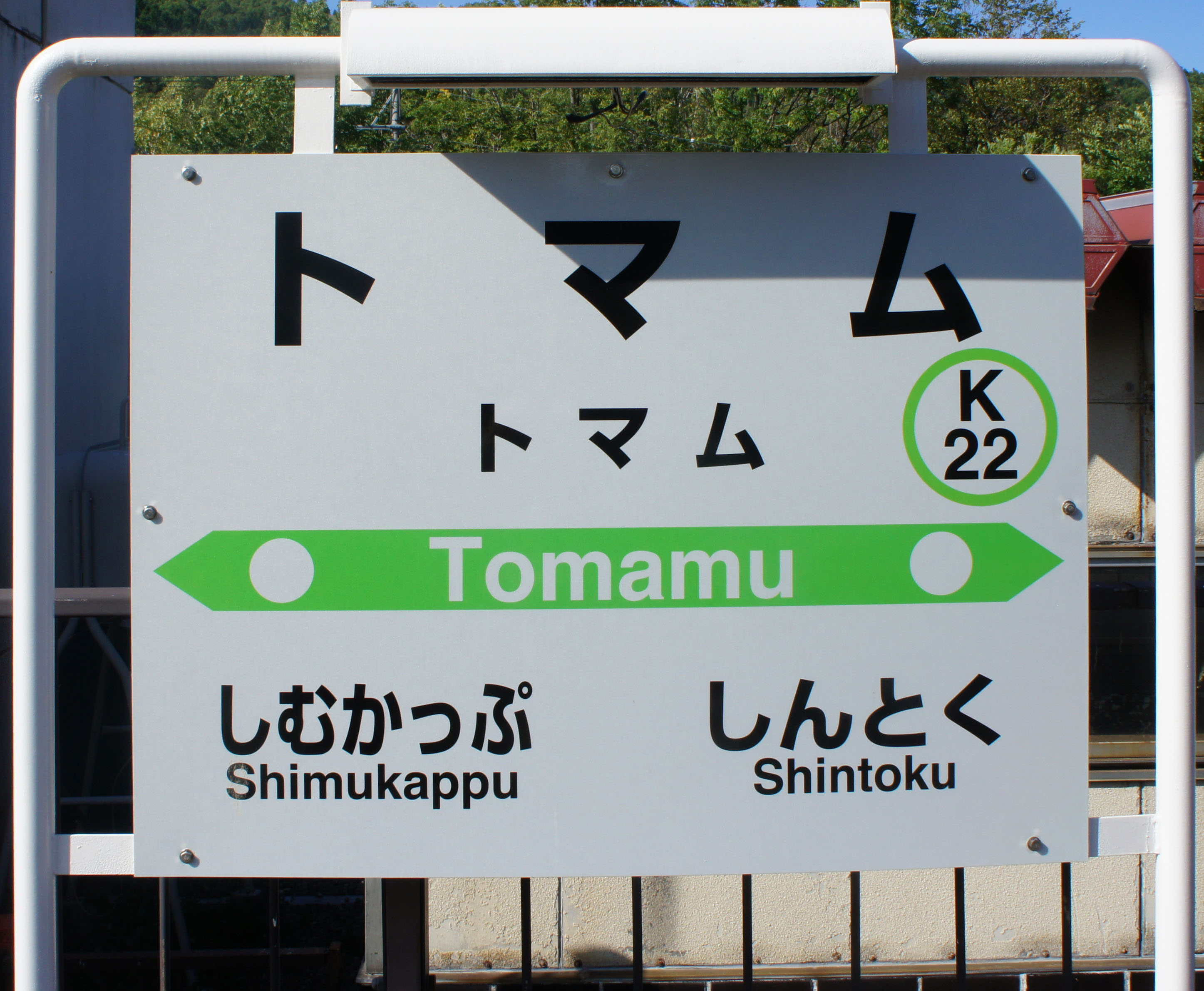
駅名標 主表記とフリガナ共にカタカナで書かれている。 （2017年8月）

## 利用状況
1日の平均乗降人員は以下の通りである。
| 乗降人員推移 | 乗降人員推移 |
| 年度         | 1日平均人数  |
| ------------ | ------------ |
| 2011         | 24           |
| 2012         | 24           |
| 2013         | 30           |
| 2014         | 40           |

## 駅周辺
当駅は市街地から離れた場所に設けられており、占冠村トマムの中心である上トマム地区は約4km東に離れている。当駅が最寄りとなる星野リゾート トマムは北に約1km の地点にエリア中心となる「ザ・タワー」があり、当駅から送迎バスで連絡している。
- 北海道道136号夕張新得線
- 占冠村営バス「トマム駅前」停留所
- 占冠ヘリポート

## 隣の駅
北海道旅客鉄道（JR北海道）
■石勝線
占冠駅 (K21) - （東占冠信号場） - （滝ノ沢信号場） - （ホロカ信号場） - トマム駅 (K22) - （串内信号場） - （上落合信号場） - （新狩勝信号場） - （広内信号場） - （西新得信号場） - 新得駅 (K23)